# Двірецький
Двіре́цький — пасажирський залізничний зупинний пункт Козятинської дирекції Південно-Західної залізниці розташований на одноколійній неелектрифікованій лінії Шепетівка — Юськівці.
Розташований у селі Двірець Ізяславського району Хмельницької області між станціями Білгородка (4 км) та Суховоля (14,5).
На зупинному пункті зупиняються приміські поїзди.